# Doug Kershaw

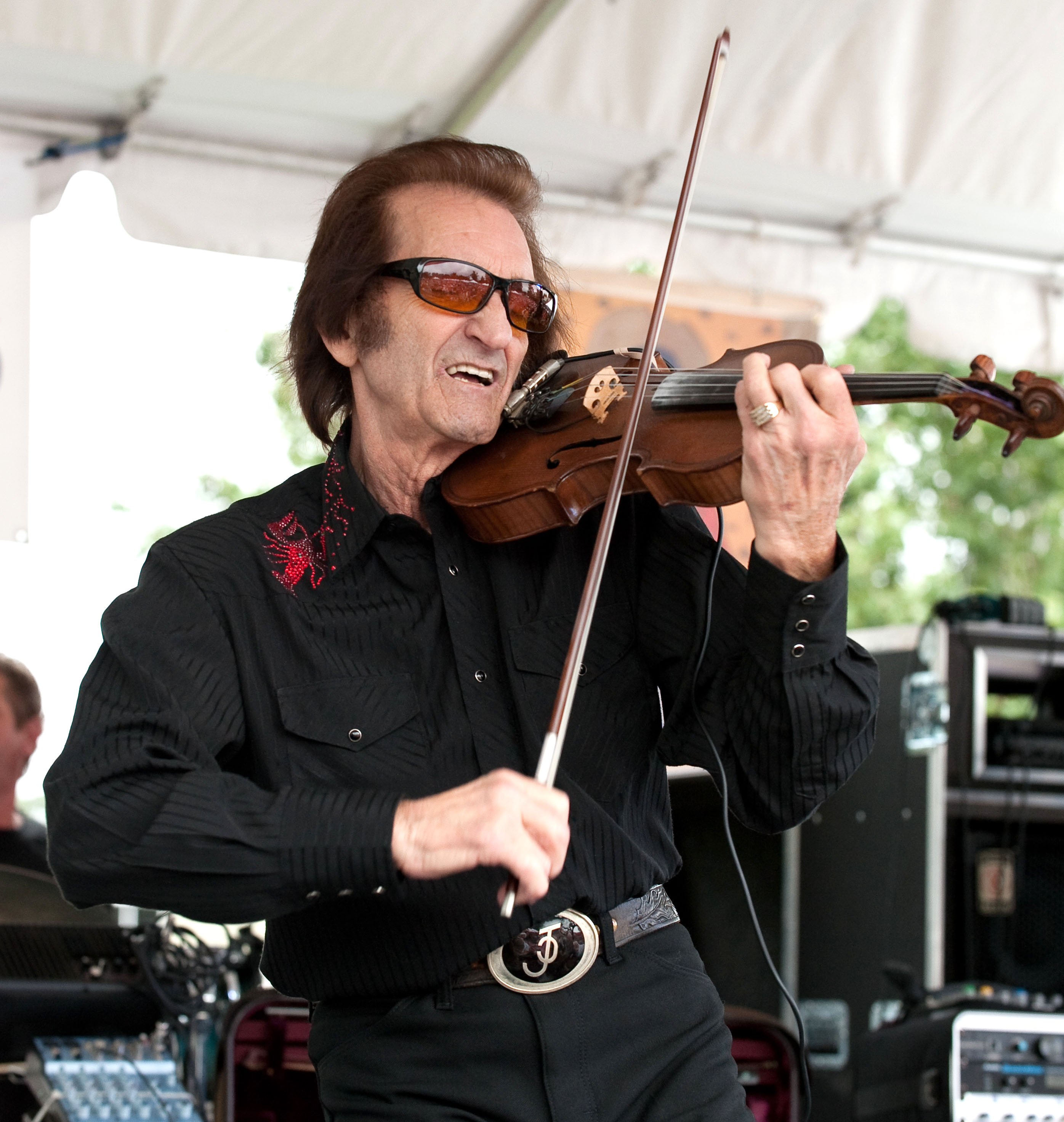
Doug Kershaw (2009)

Doug Kershaw (eigentlich Douglas James Kershaw; * 24. Januar 1936 in Louisiana) ist ein US-amerikanischer Cajun-Fiddle-Player. Er ist als The Ragin' Cajun bekannt.
Seine Auftritte sind von seiner extrovertierten Art geprägt. Doug Kershaw ist in der Lage, gleichzeitig Geige zu spielen (bereits seit dem fünften Lebensjahr), zu singen und zu tanzen. Zu seinen größten Erfolgen zählen Louisiana Man und Diggy Liggy Lo von Buck Owens.
Bekannt wurde er ab Mitte der 1950er-Jahre durch gemeinsame Auftritte mit seinem Bruder Rusty Kershaw (1938–2001) als Musikduo „Rusty and Doug“. Die Brüder erreichten mehrere Platzierungen unter den Billboard Hot Country Songs. Nachdem Rusty sich Anfang der 1960er-Jahre aus dem Musikgeschäft zurückgezogen hatte, setzte Doug Kershaw seine Karriere als Solokünstler fort. 1969 trat er erstmals am 7. Juni in der Johnny-Cash-Show auf, was ihm viel Aufmerksamkeit und einen Vertrag mit Warner Brothers/Seven Arts bescherte. Zwei Monate später war der autobiographisch gefärbte Song vom Louisiana Man das erste Musikstück, das vom Mond auf die Erde durch die Astronauten der Apollo 12 Mission übertragen wurde. Bis heute nahm Kershaw rund 15 Alben auf, die sich zum Teil in den Country-Charts platzieren konnten.
Kleine musikalische Filmauftritte übernahm Kershaw in den Filmen Zachariah (1971) und In der Glut des Südens (1979). Für sein Lebenswerk wurde er 2009 in die Louisiana Music Hall of Fame aufgenommen.

## Veröffentlichungen
- 1969: The Cajun way
- 1970: Doug Kershaw
- 1970: Spanish moss
- 1971: Devil's elbow
- 1972: Swamp grass
- 1973: Douglas James Kershaw
- 1974: Mama Kershaw's boy
- 1975: Alive & pickin‘
- 1976: Ragin' Cajun
- 1977: Flip, flop & fly
- 1978: The Louisiana Man
- 1981: Instant Hero
- 1999: Two step fever fievre de deux etapes
- 2002: Easy